# Allohelea tessellata
Allohelea tessellata är en tvåvingeart som först beskrevs av Zetterstedt 1850.  Allohelea tessellata ingår i släktet Allohelea, och familjen svidknott. Arten är reproducerande i Sverige.